# James Brown (calciatore 1998)
James Dominic Brown (Dover, 12 gennaio 1998) è un calciatore maltese con cittadinanza britannica, difensore del Marine.

## Carriera

### Club
Nato in Inghilterra da una famiglia di origini maltesi, è cresciuto nel settore giovanile del Millwall. Ha esordito in prima squadra il 4 ottobre 2016 disputando l'incontro di EFL Trophy vinto 2-1 contro il Gillingham.

### Nazionale
Nell'ottobre del 2021 ha ottenuto la cittadinanza maltese, rendendolo così convocabile dalla nazionale maltese, con la quale ha esordito il 1º giugno 2022, giocando l'amichevole persa per 0-1 contro il Venezuela.

## Statistiche

### Presenze e reti nei club
Statistiche aggiornate al 21 marzo 2022.
| Stagione        | Squadra         | Campionato      | Campionato | Campionato | Coppe nazionali | Coppe nazionali | Coppe nazionali | Coppe continentali | Coppe continentali | Coppe continentali | Altre coppe | Altre coppe | Altre coppe | Totale | Totale |
| Stagione        | Squadra         | Comp            | Pres       | Reti       | Comp            | Pres            | Reti            | Comp               | Pres               | Reti               | Comp        | Pres        | Reti        | Pres   | Reti   |
| --------------- | --------------- | --------------- | ---------- | ---------- | --------------- | --------------- | --------------- | ------------------ | ------------------ | ------------------ | ----------- | ----------- | ----------- | ------ | ------ |
| 2016-2017       | Millwall        | FL1             | 0          | 0          | FACup+CdL       | 0               | 0               |                    | -                  | -                  | FLT         | 1           | 0           | 1      | 0      |
| 2017-2018       | Carlisle Utd    | FL1             | 27         | 0          | FACup+CdL       | 5+0             | 0               |                    | -                  | -                  | FLT         | 2           | 0           | 34     | 0      |
| ago. 2018       | Livingston      | SP              | 1          | 0          | CS+CdL          | -               | -               |                    | -                  | -                  |             | -           | -           | 1      | 0      |
| 2018-gen. 2019  | Millwall        | FLC             | 0          | 0          | FACup+CdL       | 0               | 0               |                    | -                  | -                  |             | -           | -           | 0      | 0      |
| gen.-mag. 2019  | Lincoln City    | FL2             | 0          | 0          | FACup+CdL       | -               | -               |                    | -                  | -                  | FLT         | -           | -           | 0      | 0      |
| 2019-2020       | Millwall        | FLC             | 1          | 0          | FACup+CdL       | 2+0             | 0               |                    | -                  | -                  |             | -           | -           | 3      | 0      |
| 2020-gen. 2021  | Millwall        | FLC             | 0          | 0          | FACup+CdL       | 0               | 0               |                    | -                  | -                  |             | -           | -           | 0      | 0      |
| gen.-mag. 2021  | St. Johnstone   | SP              | 5          | 0          | CS+CdL          | 2+0             | 0               |                    | -                  | -                  |             | -           | -           | 7      | 0      |
| 2021-2022       | St. Johnstone   | SP              | 19         | 0          | CS+CdL          | 1+3             | 0               | UEL+UECL           | 2+1                | 0                  |             | -           | -           | 26     | 0      |
| Totale carriera | Totale carriera | Totale carriera | 53         | 0          |                 | 13              | 0               |                    | 3                  | 0                  |             | 3           | 0           | 72     | 0      |

### Cronologia presenze e reti in nazionale
| Cronologia completa delle presenze e delle reti in nazionale ― Malta | Cronologia completa delle presenze e delle reti in nazionale ― Malta | Cronologia completa delle presenze e delle reti in nazionale ― Malta | Cronologia completa delle presenze e delle reti in nazionale ― Malta | Cronologia completa delle presenze e delle reti in nazionale ― Malta | Cronologia completa delle presenze e delle reti in nazionale ― Malta | Cronologia completa delle presenze e delle reti in nazionale ― Malta | Cronologia completa delle presenze e delle reti in nazionale ― Malta |
| Data                                                                 | Città                                                                | In casa                                                              | Risultato                                                            | Ospiti                                                               | Competizione                                                         | Reti                                                                 | Note                                                                 |
| -------------------------------------------------------------------- | -------------------------------------------------------------------- | -------------------------------------------------------------------- | -------------------------------------------------------------------- | -------------------------------------------------------------------- | -------------------------------------------------------------------- | -------------------------------------------------------------------- | -------------------------------------------------------------------- |
| 1-6-2022                                                             | Ta' Qali                                                             | Malta                                                                | 0 – 1                                                                | Venezuela                                                            | Amichevole                                                           | -                                                                    | 66’                                                                  |
| 27-9-2022                                                            | Ta' Qali                                                             | Malta                                                                | 2 – 1                                                                | Israele                                                              | Amichevole                                                           | -                                                                    | 46’                                                                  |
| 26-3-2023                                                            | Ta' Qali                                                             | Malta                                                                | 0 – 2                                                                | Italia                                                               | Qual. Euro 2024                                                      | -                                                                    | 84’                                                                  |
| Totale                                                               |                                                                      | Presenze                                                             | 3                                                                    |                                                                      | Reti                                                                 | 0                                                                    |                                                                      |

## Palmarès

### Club

#### Competizioni nazionali
- Coppa di Scozia: 1

St. Johnstone: 2020-2021